# Вятское (Ярославская область)
Вя́тское — село в Некрасовском районе Ярославской области России.
В рамках организации местного самоуправления входит в сельское поселение Красный Профинтерн, в рамках административно-территориального устройства является центром Вятского сельского округа.
15 октября 2015 года село стало первым членом «Ассоциации самых красивых деревень России». В 2016 году село внесено в «Путеводитель самых красивых деревень России». В 2019 году внесено в предварительный список Всемирного наследия ЮНЕСКО. В 2020 году в селе была открыта штаб-квартира Ассоциации самых красивых деревень и городков России.

## География
Расположено на реке Ухтанке, в левобережной части района, в Костромской низине на востоке Ярославской области, в 30 км к северо-востоку от Ярославля, в 18 км от реки Волги и в 8 км от платформы Пучковский Северной железной дороги.

## Население
| 1859 | 1897 | 2002 | 2007 | 2010 |
| ---- | ---- | ---- | ---- | ---- |
| 740  | ↗814 | ↗961 | →961 | ↘868 |

Согласно результатам переписи 2002 года, в национальной структуре населения русские составляли 95 % из 961 жителя.

## История
Первые упоминания о селе Вятском (Вяцке) относятся к XV веку. В грамоте, датированной 1473—1489 годами, опубликованной в «Актах феодального землевладения и хозяйства XIV—XVI веков», повествуется о земельном споре и говорится, что «лет за шестьдесят» до начала тяжбы, «до мору» спорная земля «тянула к Вяцку». Таким образом, речь идет приблизительно о 1420-х годах. «Вяцко» могло быть и названием митрополичьей волости, и названием села — центра этой волости, а выражение «тянуть к чему-либо» употреблялось в первую очередь о населённых пунктах. Так что уже в начале XV века Вятское не только существовало, но и было «столицей» значительной и обладавшей определённой долей самостоятельности территории.
Историк Александр Верещагин, анализируя дело о спорной земле селища Павлецова, обнаружил указания на то, что Вяцк и митрополичья Вяцкая волость существовали уже при митрополитах Киприане (1380—1383; 1390—1409) и Фотии (1409—1431). Название села, предположительно, связано с тем, что в его основании принимали участие потомки древних вятичей. По сотной грамоте 1562 года в селе Вятском были двор митрополичьего приказчика, 3 двора церковников и 10 дворов пашенных крестьян. За рекой Вохтомой (ныне — река Ухтанка) против села лежала слободка непашенных, торговых и ремесленных людей, в которой было 17 дворов.
В XVII веке село Вятское, имевшее к тому времени сравнительно крупный размер, — вотчина патриарха Филарета (Фёдора Никитича Романова).
С конца XVIII века известны упоминания о вятских базарах, проходивших еженедельно по четвергам, и годовых ярмарках. Основными предметами торга были крупный рогатый скот, лошади, рожь, овёс, овощные культуры, кожи, шерсть, изделия местных ремесленников: сани, телеги, колёса, корзины, молотилки, прялки, грабли, кузнечная продукция, глиняная и деревянная посуда и т. п.
Суглинистые, влажные почвы села, подходящие для выращивания овощей, способствовали развитию с середины XIX века огуречного промысла. Сбыт солёных огурцов производили на местных базарах, но большую часть вывозили в Архангельск. Только в 1906 году из Вятской волости было вывезено около 8190 тонн огурцов. В меньших масштабах этот промысел существует и в настоящее время. Кроме огурцов, вятские крестьяне выращивали лён, который продавали на ярославскую и костромскую мануфактуры, разводили крупный рогатый скот. Не менее характерным для Вятского был и отхожий промысел (в основном, в Санкт-Петербург). Традиционными были специальности печников и кровельщиков. Ремесло передавалось по наследству. Так, мужчины семьи Ширкиных и Солодовниковых были печниками, а представители семейств Давыдовых и Постниковых — кровельщиками.
Среди жителей села Вятского были и представители купеческого сословия: ярославские второй гильдии купцы Иван, Николай и Александр Кузьмичи Урловы с семьями; даниловский третьей гильдии купец Иван Васильевич Салов с детьми; даниловский третьей гильдии купец Никита Прохорович Галочкин. Из крестьян Вятской волости вышли и состоятельные петербургские купцы С. Л. Кундышев-Володин и Кокин.
Село Вятское — один из центров старообрядчества в Ярославской губернии. В конце XIX века в приходе вятской Успенской церкви старообрядцев было 37 мужчин и 180 женщин, вятской Воскресенской церкви — 11 мужчин, 73 женщины. Среди местных старообрядческих руководителей, пользовавшихся авторитетом и влиянием среди раскольников, выделялись бывший крестьянин Даниловского уезда Залужской волости деревни Высоково ярославский мещанин Иван Игнатьевич Лапшин, проживавший в деревне Елохове; торговец красным товаром села Вятского Иван Иванович Галочкин.
В 1870-е годы Вятская волость стала одним из центров революционной пропаганды среди крестьян в Ярославской губернии — «хождения в народ». Народники Александр Иванчин-Писарев и Николай Морозов в деревне Потапово (в 4 верстах от Вятского) открыли школу для крестьянских детей и организовали столярную мастерскую. Крестьянским детям и мужикам внушались идеи о несправедливости существующего порядка и необходимости его свержения путём «народной революции». Но даже там, где пропаганда велась наиболее основательно и длительно (как в Потапове), она не дала реальных результатов с точки зрения целей, которые ставили революционеры. Охотно слушая пропагандистов, сочувствуя их речам, крестьяне нигде не проявили инициативы в смысле готовности к самостоятельным действиям. Так и не получилось между ними настоящего «сговора», не было положено даже основания крестьянской организации.
К началу XX века в Вятском насчитывалось 160 дворов и 840 жителей. В селе действовали две церкви начала XVIII века, волостное правление, высшее начальное 4-классное училище, бесплатная народная библиотека, земская больница, две богадельни. Активная торговая деятельность способствовала появлению более десятка трактиров и постоялых дворов, нескольких пекарен, большого числа купеческих лавок и магазинов. До 1923 года село Вятское входило в Даниловский уезд Ярославской губернии.
Гражданская война 1917—1923 годов не обошла стороной Вятскую волость. Непосредственным поводом к обострению обстановки в Даниловском уезде и в Вятском, в частности, стало объявление о переучёте конского состава, повозок и упряжи для нужд Красной армии с 1 по 20 июня 1919 года. Нежелание многих крестьян расстаться со своим добром вынудило их, в конце концов, примкнуть к т. н. бело-зелёному движению.
Выступлениями крестьян против этих и других мероприятий советской власти руководили бывшие офицеры царской армии братья Константин и Дмитрий Озеровы и Георгий Андреевич Пашков, учитель Вятского высшего начального училища. Им удалось привлечь на свою сторону значительную часть сельской молодёжи, подлежавшей призыву в Красную армию. В общей сложности в Даниловском и Любимском уездах и граничащих с ними уездах Костромской губернии было сосредоточено около 8000 «бело-зелёных». К концу июля 1919 года основные военные операции в Даниловском и Любимском уездах закончились. Отряды «бело-зелёных» были рассеяны. Окончательно же ликвидированы они были весной 1920 года. Георгий Пашков погиб. Братья 0зеровы бежали. Дмитрий Озеров был расстрелян в 1925 году; судьба его брата Константина Озерова неизвестна.
В январе 1930 года в Вятском был создан колхоз «Красный луч», первым председателем которого был избран крестьянин Ястребов. В колхоз вошли 150 бедняцких хозяйств, в распоряжении которых находилось 120 га земли, 30 лошадей и 13 коров. Первое время в хозяйстве было три полеводческие бригады, в 1932 году была организована животноводческая. К 1935 году в колхозе насчитывалось уже 250 хозяйств, значительно увеличилось количество скота. В 1936 году доярка Зеленкова, получившая от каждой из десяти закреплённых за ней коров 4660 л молока, была награждена орденом Ленина. В 1950 и 1959 годах были проведены укрупнения колхозов, в результате которых появился объединённый «Красный луч», впоследствии ставший преуспевающим многоотраслевым хозяйством. За период с 1965 по 1975 год чистая прибыль колхоза возросла со 114,4 тыс. рублей до 414 тыс. рублей. Колхоз был награждён переходящим Красным знаменем Министерства сельского хозяйства РСФСР, многочисленными грамотами и дипломами. К началу 1990-х годов производственных мощностей и объектов соцкультбыта на его балансе было на 12 млн рублей. С начала 1990-х годов колхоз начал испытывать финансовые трудности, и в 2009 году Арбитражный суд Ярославской области признал его банкротом.
Село Вятское получило широкую известность в Ярославской области в 1950-х годах с образованием здесь училища механизации. Училище готовило вначале трактористов и комбайнёров, затем — механизаторов широкого профиля и водителей. В 1960-х годах в училище обучалось до 700 человек. С середины 1950-х годов до начала 1960-х ежегодно по 120 выпускников направлялось на целину. В конце 1980-х для училища были построены большой комплекс зданий и сооружений, включая учебный корпус, общежитие, два многоквартирных жилых дома для преподавательского состава со всеми удобствами, котельная, автодром для грузовых автомобилей, спортивные площадки и футбольное поле, гаражи, мастерские и прочие хозяйственные постройки; училище было укомплектовано современной автотракторной техникой. Училище просуществовало до 1995 года. С конца 1990-х по середину 2010-х корпуса бывшего училища занимал учебный центр УВД Ярославской области. С 2019 года в них размещается Вятская средняя общеобразовательная школа, переехавшая из исторического здания.

## Известные уроженцы и жители
- Телушкин, Пётр (ум. 1833) — мастер-кровельщик, осуществивший в 1831 году сложнейший ремонт крыла ангела, венчавшего шпиль Петропавловского собора в Санкт-Петербурге, был приёмным сыном вятскосельского купца Телушкина. На шпиль он поднялся без лесов с помощью одних верёвок, что делает этот случай одним из первых удачных опытов применения промышленного альпинизма в России[17]. 18 мая 2011 года в Вятском открыт «Музей ангелов», посвящённый подвигу Петра Телушкина[18].
- Никитин, Фёдор — кузнец, изготовивший центральный купол Спасо-Преображенского собора города Рыбинска.[19].
- Егоров, Сергей Андреевич (1899—1941) — военный политработник, Герой Советского Союза[20].
- Сахаров, Николай Иванович (библиограф) (1921—1999) — шахматный библиограф, почетный гражданин города Химки.
- Молдагулова, Алия Нурмухамбетовна (1925—1944) — снайпер, Герой Советского Союза, училась в Вятской школе в 1942 году
- Поздняков, Сергей Иванович — бригадир тракторной бригады колхоза «Красный Луч», кавалер ордена Ленина, дважды кавалер ордена Трудового Красного Знамени.

## Предприятия и учреждения

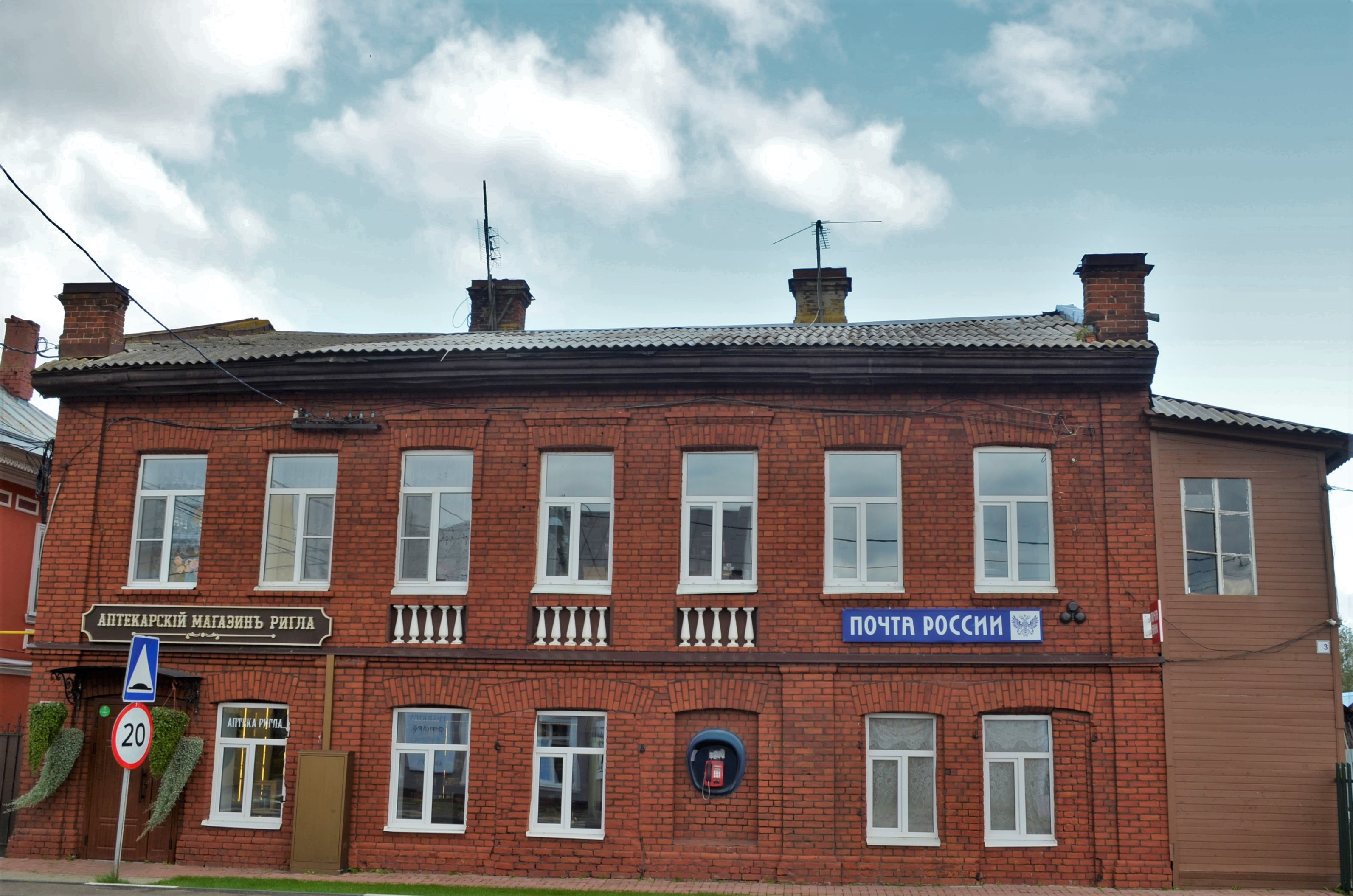
Аптека и почтовое отделение в центре Вятского

По состоянию на 2021 г. промышленные и сельскохозяйственные предприятия на территории села не действуют, их территории не используются и приходят в запустение. В селе работают ряд музеев («Музей русской предприимчивости», «Политехнический музей», «Музей кухонной машинерии» и другие) Вятская средняя общеобразовательная школа, несколько продуктовых магазинов, филиал аптечной сети «Ригла», библиотека, детский сад, почта, отделение «Сбербанка». Значительная часть трудоспособного населения работает в различных учреждениях и предприятиях города Ярославля и посёлка Красный Профинтерн, а также в Григорьевском психоневрологическом интернате (Ярославский район).
С 2007 года ООО «Ярославской инвестиционно-финансовой компанией» реализуется программа реконструкции села Вятское с целью превращения его в туристический центр. В рамках этой программы ведутся работы по реконструкции зданий исторической части села, а также строительство новых сооружений и зданий (индивидуальных жилых домов премиум-класса).

## Достопримечательности
Село Вятское — это уникальный градостроительный комплекс XVIII—XIX веков с более чем 50 зарегистрированными памятниками архитектуры, бывшими купеческими и крестьянскими домами, чайными и трактирными заведениями, богадельнями. На его территории работают более 10 музеев. В 2015 году историко-культурный комплекс «Вятское» получил Гран-при международного фестиваля «Интермузей» как лучший музей года в России.
В Вятском проводится фестиваль «Провинция — душа России», одним из идейных вдохновителей которого явилась знаменитая оперная певица Любовь Казарновская. Во время фестиваля сюда съезжаются молодые музыканты, художники, скульпторы. Ежегодно проходит летний фестиваль «Дни Некрасова в Вятском», в рамках которого в 2018 году на площадке перед зданием Литературного музея, открытие которого запланировано в 2021 году, установлен памятник Николаю Алексеевичу Некрасову.

### Бюст Александра II

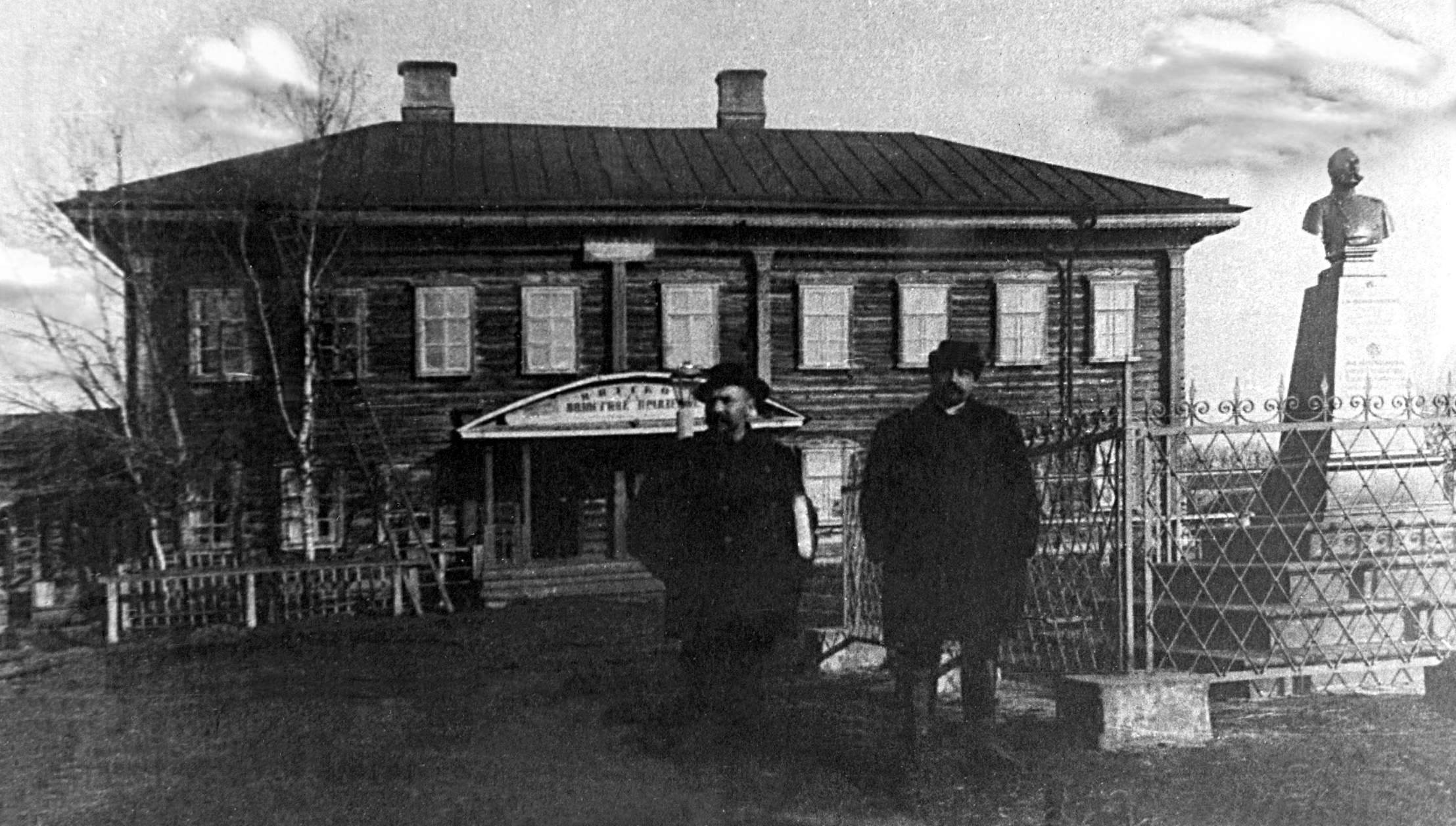
Здание Вятского волостного правления. Справа ― бюст Александра II.

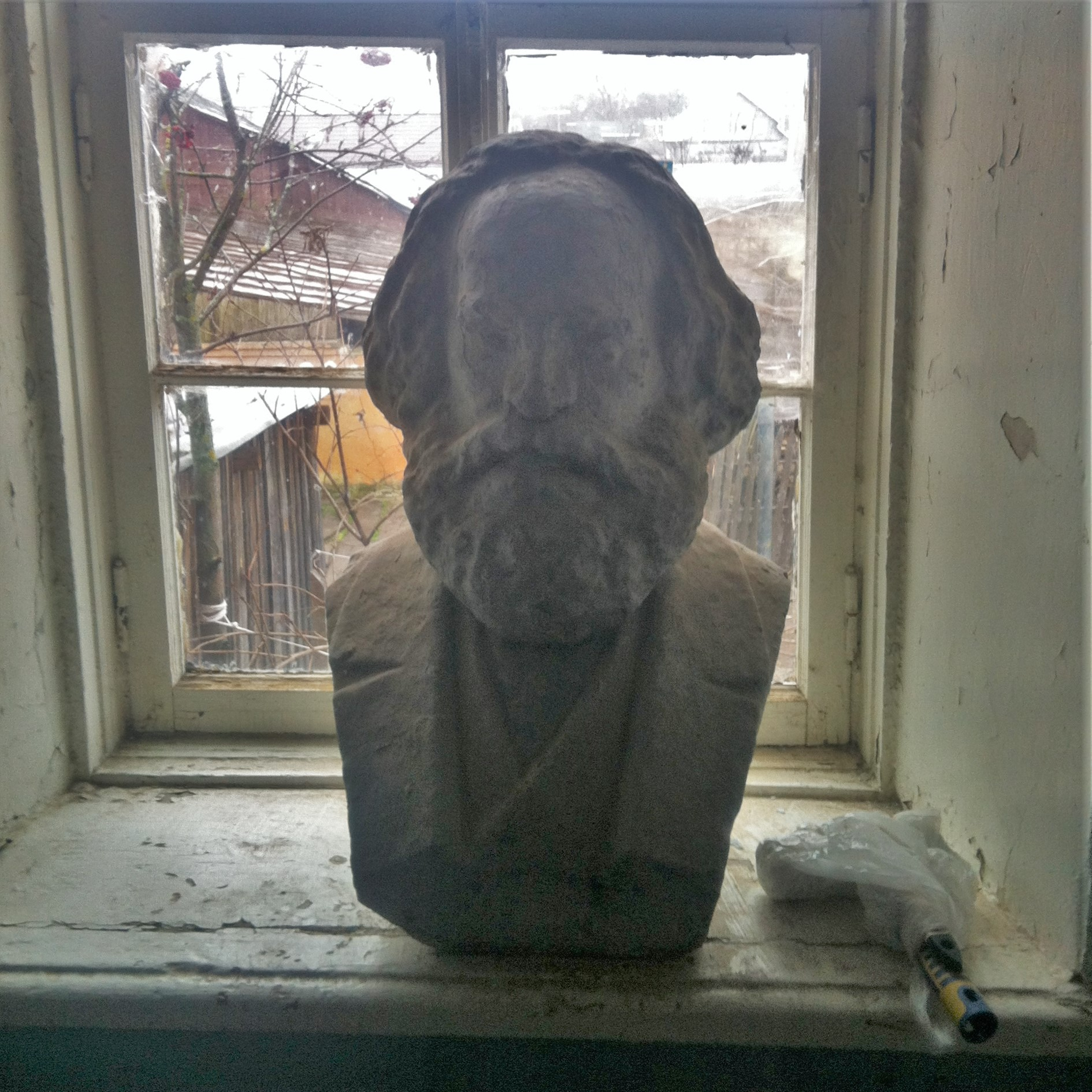
Бюст Карла Маркса в холле сельсовета (фото 2013 г.)

В 1911 году в селе Вятском, у здания волостного правления, был установлен бюст Александра II работы скульптора А. М. Опекушина. В 1918 году бюст императора был снят, а на его месте позднее установлен бюст Карла Маркса. В мае 2008 года скульптура Александра II, выполненная тутаевским скульптором Всеволодом Алаевым по сохранившимся фотографиям опекушинского оригинала, была восстановлена на прежнем месте. Снятый бюст Карла Маркса был передан в дар средней общеобразовательной школе им. Карла Маркса в посёлке Красный Профинтерн Некрасовского района. Однако вскоре бюст был возвращен в Вятское и до второй половины 2010-х находился в холле местного сельсовета; в настоящее время местонахождение бюста неизвестно.

### Музейный комплекс
В Вятском находятся следующие постоянно действующие музейные экспозиции:
- Музей русской предприимчивости
- Музей возвращённой святыни
- Музей «Дом Горохова»
- Музей «Русская банька по-чёрному»
- Музей кухонной машинерии
- Музей «Детский мир»
- Музей-Печатня «Страницы истории печатного дела»
- Политехнический музей
- Музей «Дом ангелов»
- Музей «Нумера купцов братьев Урловых»
- Музей «Звуки времени»[25]
- Музей русских забав[26].

## Вятское в кино
- «Чужая сторона» (1991) — почти вся вторая серия картины снималась в Ярославле, но один фрагмент (побег главного героя из отделения милиции) был снят в центре Вятского на левом берегу Ухтанки.
- 6-я серия сериала «Кибердеревня»

## Галерея

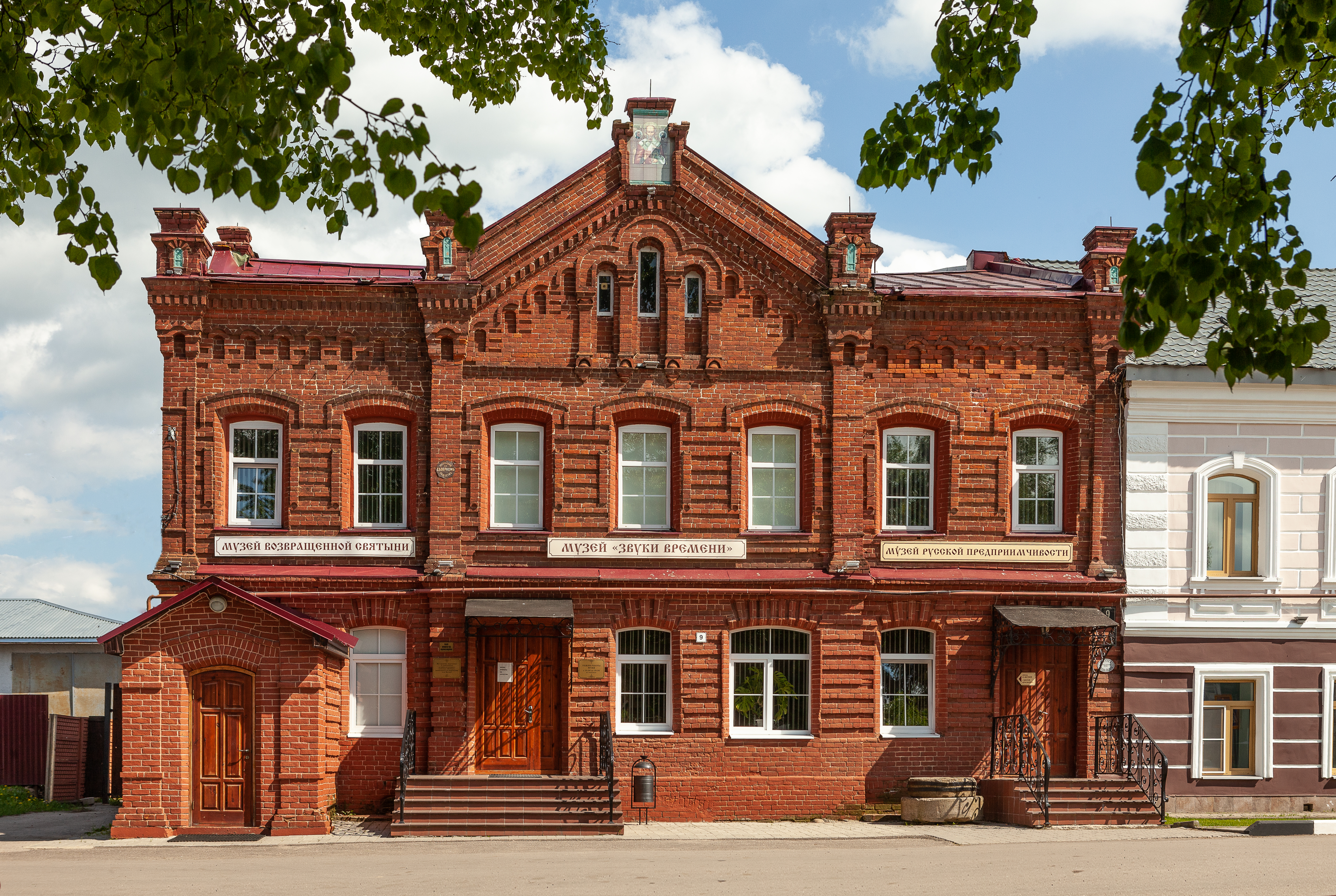
Музей села Вятского
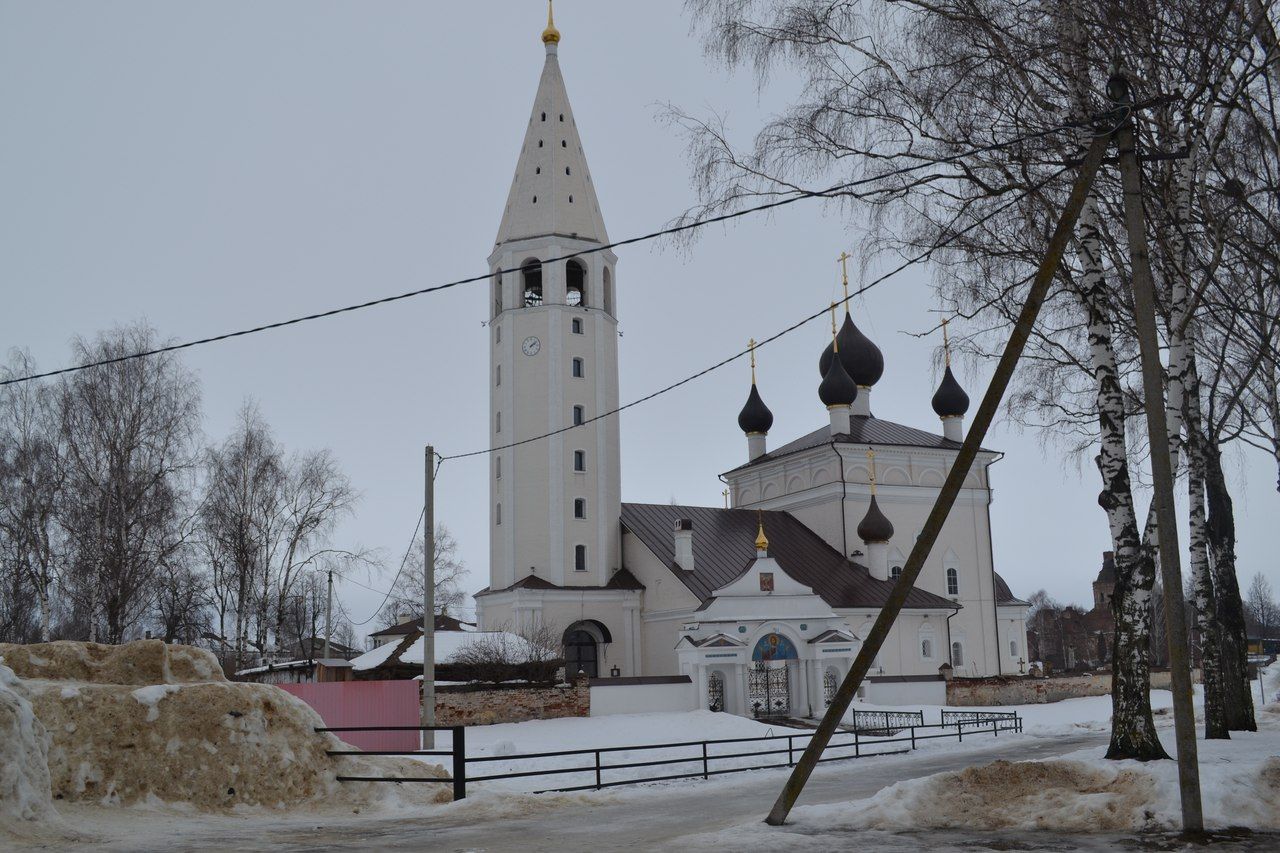
Воскресенская церковь
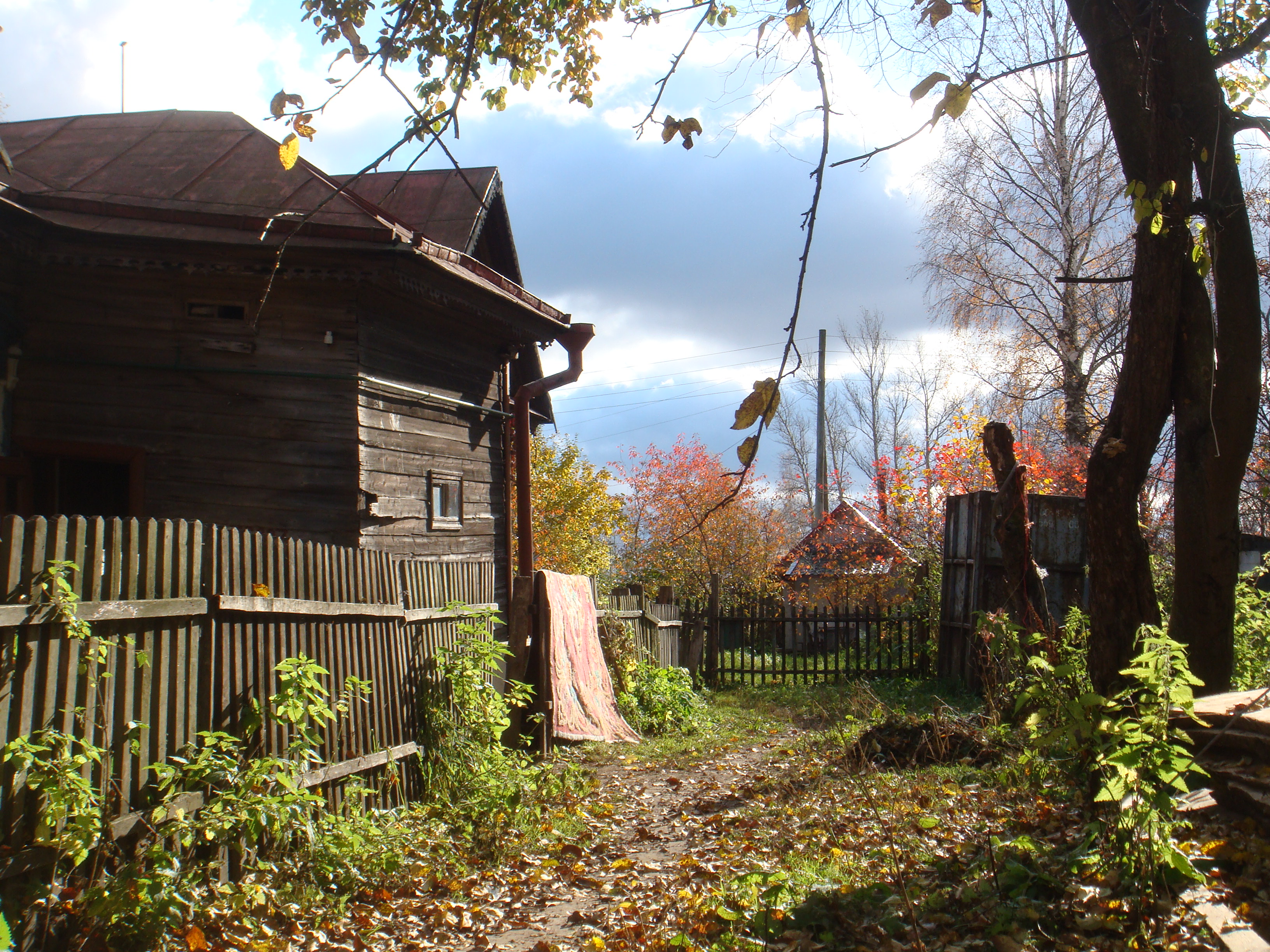
Один из уголков Вятского осенью
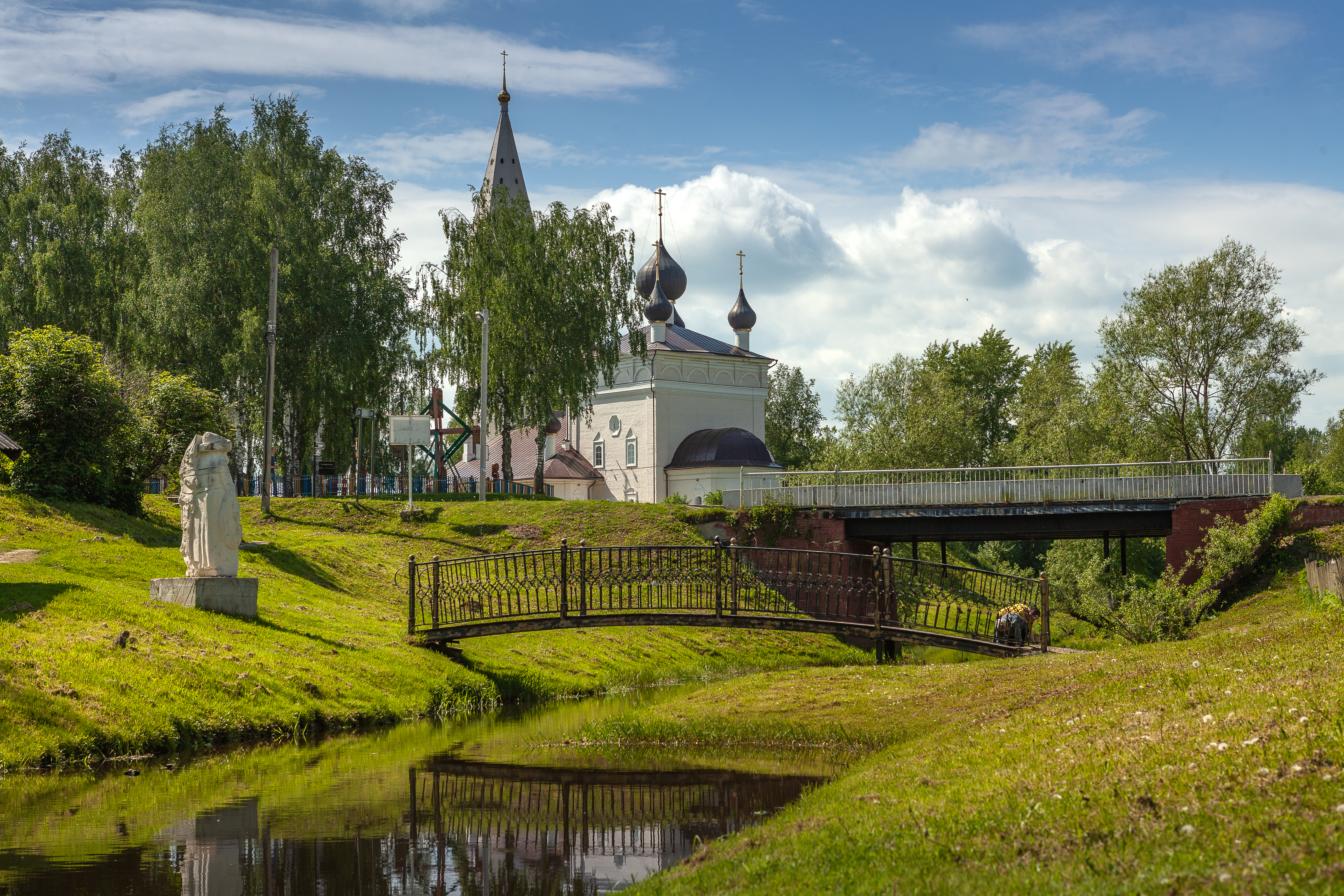
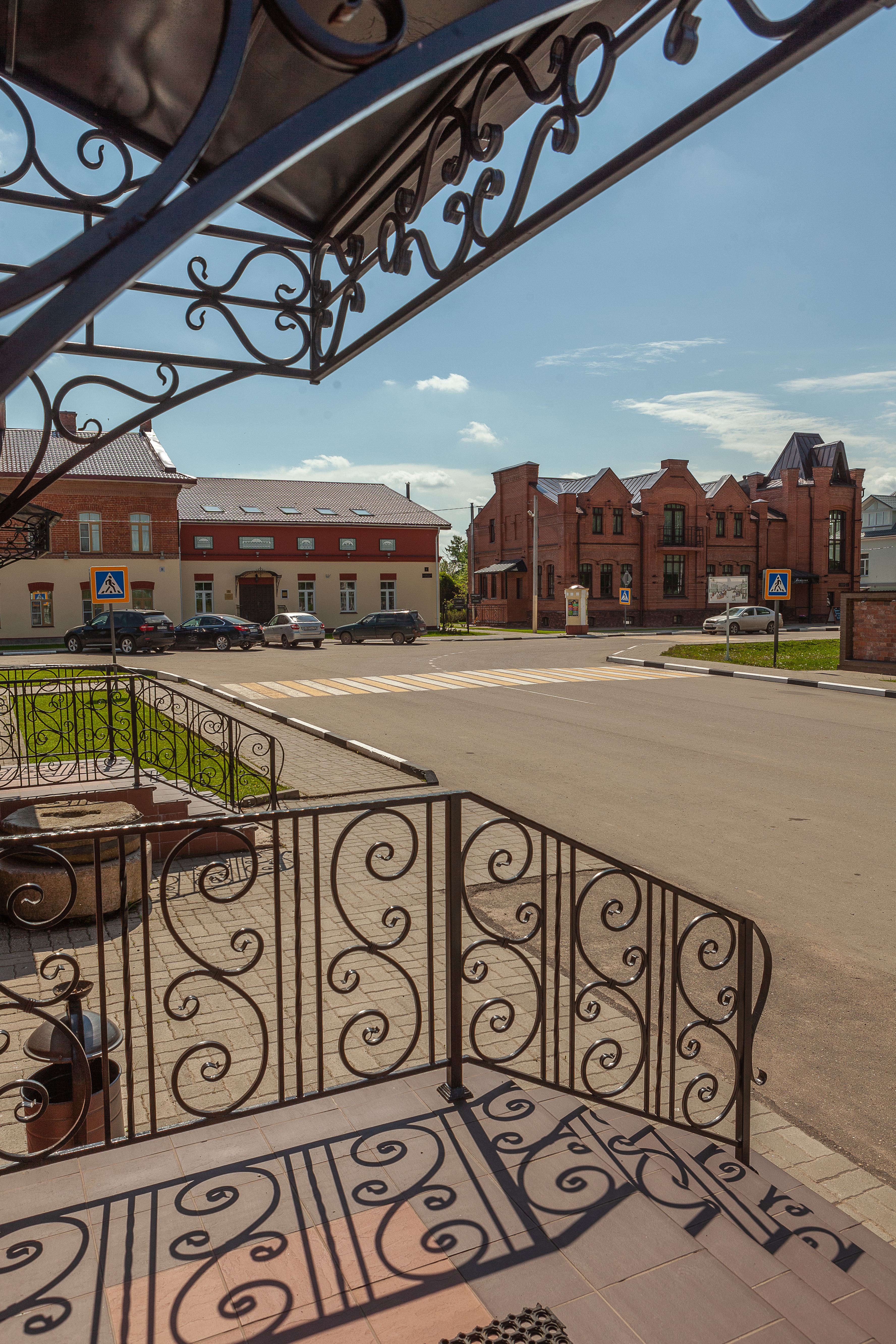
Крыльцо Музея русской предприимчивости
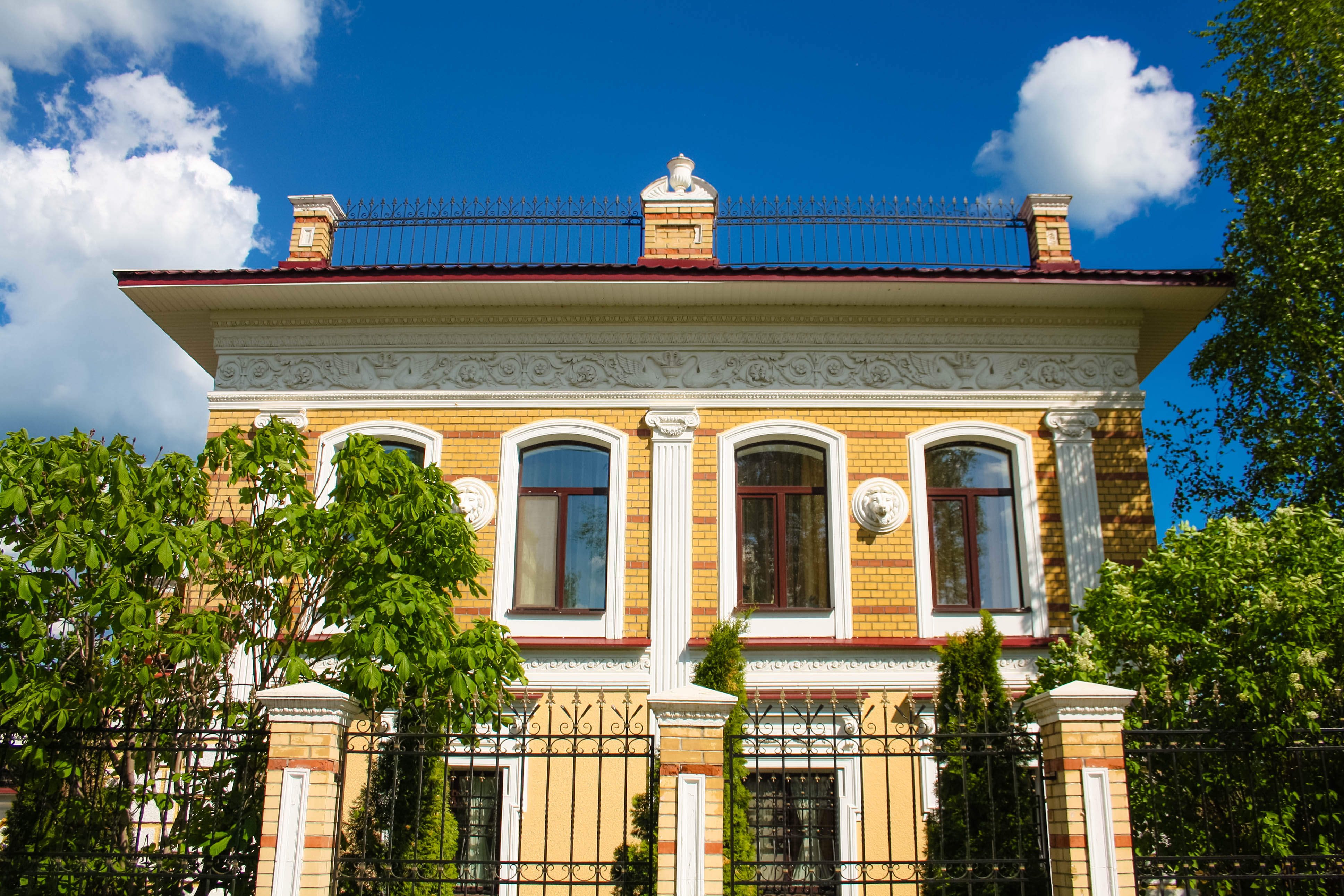
Дом со львами